# Campus France
Campus France, créé en 2010, est une agence nationale chargée de la promotion de l'enseignement supérieur français à l'étranger, de la gestion des bourses des gouvernements français et étrangers et de l'accueil des étudiants internationaux. Elle gère également une plateforme Internet nommée « Études en France » qui accompagne l'inscription des étudiants étrangers.

## Présentation
Campus France est placée sous la tutelle conjointe du ministère de l'Europe et des Affaires étrangères et du ministère de l'Enseignement supérieur, de la recherche et de l'innovation. L'agence a pour missions la valorisation et la promotion à l'étranger du système d'enseignement supérieur et de formation professionnelle français ; l'accueil des étudiants et des chercheurs étrangers, y compris l'aide à la délivrance des visas et l'hébergement ; la gestion de bourses, de stages et d'autres programmes de la mobilité internationale des étudiants et des chercheurs ; l'étude et l’analyse de la mobilité internationale des étudiants et des chercheurs ; l'animation de France Alumni, réseau des anciens étudiants internationaux de l’enseignement supérieur français.  

### Activité
Cette section ne s'appuie pas, ou pas assez, sur des sources secondaires ou tertiaires indépendantes du sujet. Le texte peut contenir des analyses inexactes ou inédites de sources primaires.
Pour l'améliorer, ajoutez-en, ou placez des modèles {{Source secondaire souhaitée}} ou {{Source secondaire nécessaire}} sur les passages mal sourcés. (janvier 2023)
Campus France emploie 220 personnes en France, en lien avec 275 espaces et antennes Campus France présents au sein des ambassades de France, répartis dans 134 pays.
Le Forum Campus France regroupe plus de 370 établissements d’enseignement supérieur français.
En 2021, Campus France a géré 30 000 dossiers de mobilité, via 80 sites internet en 32 langues, qui ont récolté plus de 20 millions de visites
Les réseaux sociaux de Campus France (tous réseaux confondus) sont suivis par 2,3 millions de personnes dans le Monde. Le réseau France Alumni représente plus de 344 000 alumni actifs. 30 publications et études statistiques produites par an[source insuffisante].
En 2022, plus de 140 000 étudiants issus de 70 pays dans le monde entier ont déposé une candidature via « Études en France », en hausse de 18 % par rapport à 2019.

## Histoire
Campus France est un établissement public à caractère industriel et commercial français a pour but de valoriser et de promouvoir à l'étranger le système d'enseignement supérieur et de formation professionnelle français. Campus France est issu du regroupement de trois structures :
- le GIP ÉduFrance, créé en 1998[4], qui avait déjà pris le nom de Campus France lors d'une réforme intermédiaire inaboutie en 2007 ;
- l'association ÉGIDE (opérateur de séjours et bourses pour les étudiants et stagiaires étrangers en France et de mobilités, missions, invitations et bourses de haut niveau pour des universitaires et chercheurs étrangers) issue en 1991 de la transformation du Centre international des étudiants et stagiaires (CIES) et de l'absorption de l’Association pour l’accueil des personnalités étrangères (APAPE)[5] ;
- le secteur des affaires internationales du CNOUS (qui exerçait les mêmes opérations).

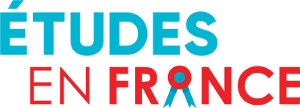
Logo de la plateforme Web consacrée au choix de formation par les étudiants étrangers

En 2007, les Centres pour les études en France (CEF) deviennent des « espaces Campus France », guichets uniques pour tout étudiant étranger ayant un projet d’études en France. Ils sont chargés d'administrer la procédure « Études en France ».

## Structure
Le conseil d'administration comprend vingt-neuf membres : deux députés et deux sénateurs ; treize représentants de l'État ; trois personnalités choisies en raison de leurs compétences ; trois représentants des établissements d'enseignement supérieur ; deux représentants des collectivités territoriales désignés respectivement par l'Association des maires de France et l'Association des régions de France ; un représentant du Centre national des œuvres universitaires et scolaires ; trois représentants du personnel de l'établissement. La présidence du conseil d'administration est attribuée par décret parmi les personnalités qualifiées, tout comme la direction générale de l'établissement.
Présidence. — Christine Neau-Leduc (2022-), Alain Fuchs (2020-2022), Bertrand Monthubert (2016-2020), Sophie Béjean (2013-2016), Christian Demuynck (2012-2013)
Direction générale. — Donatienne Hissard (2022-), Béatrice Khaiat (2015-2022), Antoine Grassin (2012-2015)
Un conseil d'orientation relatif aux modalités d'accueil des étudiants et chercheurs étrangers en France est créé par la loi du 27 juillet 2010 relative à l'action extérieure de l'État. Ce conseil comprend six représentants de l'État, un représentant du Centre national des œuvres universitaires et scolaires ; un représentant de l'Agence pour l'enseignement français à l'étranger ; le directeur général délégué de l'Institut français ; trois représentants de la conférence des chefs d'établissements de l'enseignement supérieur ; un représentant des écoles françaises à l'étranger ;  trois représentants des associations d'étudiants ; trois représentants des collectivités territoriales.

## Tensions internes
En 2021, une dizaine de procédures judiciaires sont lancées pour des faits de harcèlement moral au sein de l'agence ; le comportement de la directrice générale de l'époque, Béatrice Khaiat, est mis en cause,.